# Kōya Kitagawa
Kōya Kitagawa (北川 航也 Kitagawa Kōya?, Shizuoka, Shizuoka, 26 de julio de 1996) es un futbolista japonés que juega como delantero y su equipo es el Shimizu S-Pulse de la J1 League.

## Trayectoria

### Clubes
| Club                      | País    | Año       |
| ------------------------- | ------- | --------- |
| Shimizu S-Pulse           | Japón   | 2015-2019 |
| J. League sub-22 (cedido) | Japón   | 2015      |
| S. K. Rapid Viena         | Austria | 2019-2022 |
| Shimizu S-Pulse           | Japón   | 2022-     |